# 宾夕法尼亚大学凯里法学院

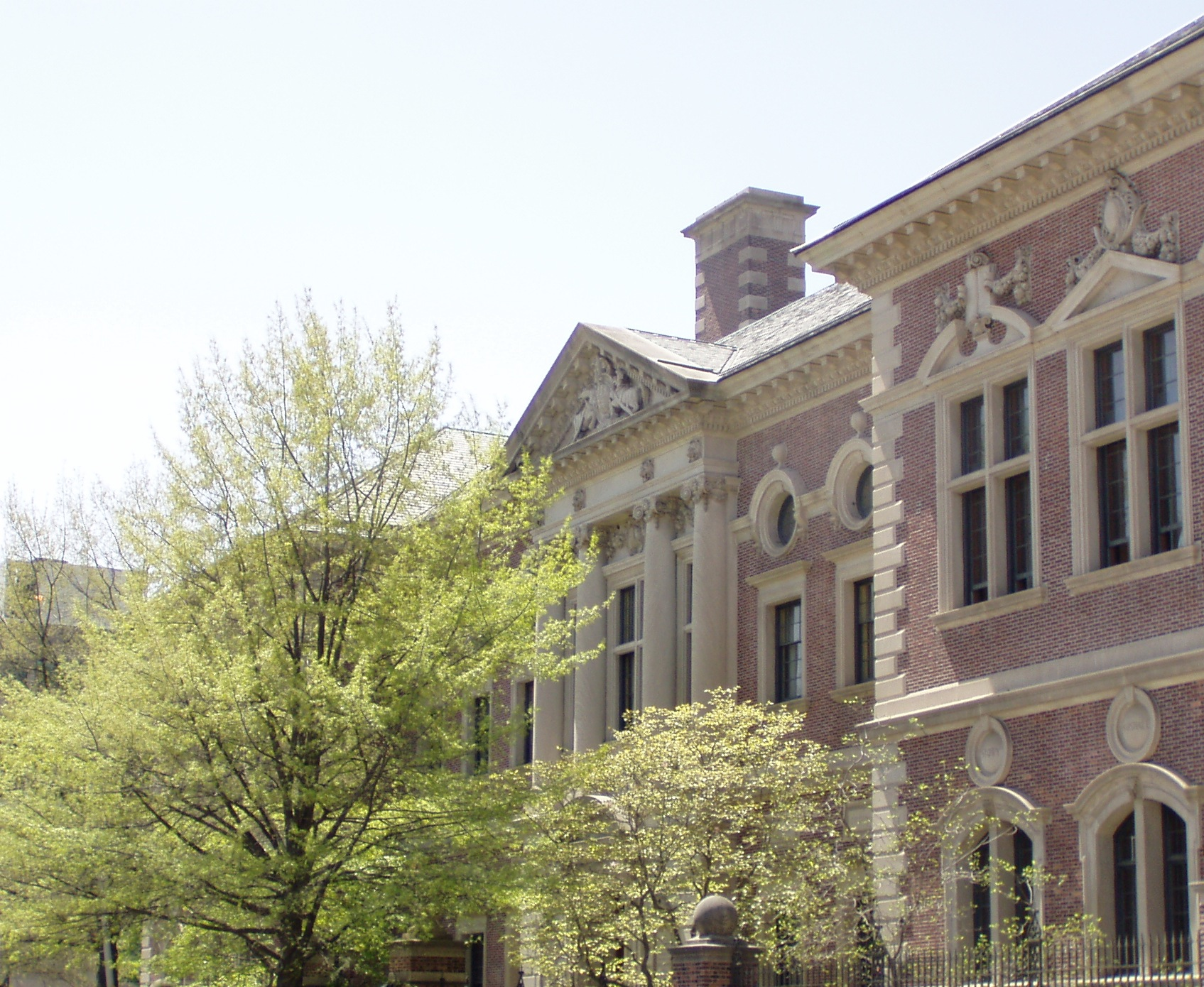
法学院大楼

宾夕法尼亚大学凯里法学院（University of Pennsylvania Carey Law School）是一所自1850年起在美国宾夕法尼亚州费城创设的法学院，附属于宾夕法尼亚大学。
该学院在《美国新闻与世界报道》的法学院排名里被评为第6名。 该学院出版的法律评论期刊《宾夕法尼亚大学法律评论》，是美国最早出版的此类期刊。该学院是美国5所常春藤法学院里，唯一使用学校全名的。